# Staurogyne guianensis
Staurogyne guianensis là một loài thực vật có hoa trong họ Ô rô. Loài này được Cornelis Eliza Bertus Bremekamp mô tả khoa học đầu tiên năm 1939 dưới danh pháp Gynocraterium guianense. Năm 2014, Daniel & McDade chuyển nó sang chi Staurogyne.

## Phân bố
Miền bắc Brasil, Guiana, Guyana thuộc Pháp, Suriname.